# Vossloh G 6
Die Vossloh G 6 ist eine Bauart dreiachsiger dieselhydraulischer Rangierlokomotiven des Herstellers Vossloh, von der in den Jahren 2008 bis 2017 133 Exemplare gebaut wurden. Zugewiesene Baureihen im deutschen Fahrzeugeinstellungsregister sind 98 80 0279 und 98 80 0650.

## Entwicklung
Mit dem Lokomotivmodell G 6 hatte Vossloh nach längerer Zeit wieder einen dreiachsigen Typ im Angebot, nachdem die MaK G 765 zuletzt 2002 gebaut wurde. Vorgestellt wurde die G 6 auf der InnoTrans 2008. Durch diverse Anpassungen an neue Bahnvorschriften wird der Typ als erster Vertreter einer fünften Generation von Mak- bzw. Vossloh-Loks bezeichnet. Dies wird auch durch die Wahl eines neuen Bezeichnungsschemas (zuletzt war die der Motorleistung entsprechende Zahl ausgeschrieben worden, hier wird nur die Hunderterstelle angegeben) unterstrichen.

## Technik
Die Konstruktion der Baureihe G 6 ist für den Rangiereinsatz ausgelegt. Mit einer Auswahl an Zusatzausrüstungen können die Lokomotiven an spezifische Einsatzbedingungen angepasst werden.
Der Lokrahmen der G 6 ist bereits für verschiedene Ausstattungsvarianten vorbereitet. Die Aufbauten sind in einzeln abnehmbare Sektionen gegliedert, was zur Wartungsfreundlichkeit beiträgt. Sie wurden aus denen der vorherigen Typen weiterentwickelt, der Führerstand ist komplett neu entwickelt.
Die Verwendung von Motoren dreier verschiedener Hersteller war vorgesehen; gebaut wurden zwei Varianten mit Motoren von Cummins und MTU. Neben der Variante als Rangierlok mit einer Höchstgeschwindigkeit von 35 km/h wurde auch eine Variante mit bis zu 80 km/h Höchstgeschwindigkeit angeboten.
Die Kraft überträgt ein Turbogetriebe der Bauart L3r4zeU2 von Voith.
Die Radsätze sind scheibengebremst. Kühl- und Abgasanlage sind für zukünftige Emissionsvorschriften vorbereitet und können beispielsweise mit Partikelfilter ausgerüstet werden.
2012 wurde eine neu gebaute Lokomotive unter der Bauartbezeichnung G 6 ME („multi-engine“) mit zwei kleineren Dieselmotoren aus der Straßenfahrzeugfertigung anstelle eines größeren Motors ausgerüstet. Damit sollten Betriebskosten und Schadstoffemissionen verringert werden. Die einzige so ausgerüstete und 2012 auf der Messe Innotrans ausgestellte Lokomotive wurde jedoch wenige Jahre später mit einem einzelnen Cummins-Motor versehen und damit den Serienlokomotiven angeglichen.

## Einsatz
Ein erstes Vorführexemplar wurde im Jahr 2008 fertiggestellt und auf der InnoTrans präsentiert. In den nächsten Jahren folgten mit dieser und einer weiteren Lokomotive dieser Bauart umfangreiche Testfahrten im In- und Ausland.
Im September 2010 wurden zwei der bis dahin fertiggestellten Exemplare zunächst als Mietlokomotiven an die Verkehrsbetriebe Peine-Salzgitter ausgeliefert. Im Jahr 2011 soll dieses Unternehmen mit 18 Lokomotiven dieser Bauart die erste Serienlieferung erhalten.
Im Juni 2011 bestellte VPS 22 weitere G6, so dass ab 2016 40 Lokomotiven der Baureihe G6 bei VPS im Einsatz sein werden.
Drei weitere Maschinen sind ebenfalls leihweise bei der BASF in Ludwigshafen im Einsatz, Ende 2011 bestellte BASF u. a. 16 G 6.
Die erste verkaufte G 6 wird seit 2011 beim Zellstoffwerk Stendal eingesetzt.

### Schweden
Im März 2021 erhielt Hector Rail fünf fabrikneue Lokomotiven der Baureihe, die als Baureihe Hector Rail 931 in Schweden eingesetzt werden. Die Lokomotiven werden von Beacon Rail geleast und sollen die 60 Jahre alte Baureihe Hector Rail 841 in Holmsund, Luleå und Gällivare ablösen.

## Auszeichnungen
Die Vossloh Baureihe G 6 ist im Jahr 2008/2009 mit dem Innovationspreis des Privatbahn Magazin ausgezeichnet worden.